# Kurt Peltz
Kurt Peltz (* 5. April 1907 in Sundwig; † nach 1944) war ein deutscher politischer Funktionär und SA-Führer, zuletzt im Rang eines SA-Brigadeführers.

## Leben und Wirken
Peltz trat zum 1. November 1930 der NSDAP bei (Mitgliedsnummer 366.586). In derselben Zeit trat er in die SA ein, in der er bis 1941 diverse führende Positionen innerhalb des deutschen Staatsgebietes bekleidete. Zum 9. November 1936 wurde er zum SA-Standartenführer und zum 30. Januar 1941 zum SA-Oberführer befördert.
Knapp zwei Jahre nach der deutschen Besetzung Polens wurde Peltz zum 17. Dezember 1941 zum Führer der Wehrschützenbereitschaften im sogenannten Generalgouvernement Polen ernannt. Knapp ein halbes Jahr später, zum 1. Februar 1942, übernahm Peltz die kommissarische Führung der Geschäfte des Stabsführers des Führungsstabes der SA im Generalgouvernement mit Dienstsitz in Krakau. Zum 1. Oktober 1942 folgte seine reguläre Beauftragung mit diesem Amt und zum 1. Februar 1943 seine amtliche Ernennung zum ständigen Stabsführer. Diese Funktion behielt er bis zum Mai 1944 bei. Seinen höchsten Rang in der SA erhielt Peltz mit der Beförderung zum SA-Brigadeführer zum 20. April 1944.